# Udspring
Udspring er en vandsportsgren i hvilken det gælder om at falde eller springe i vandet fra en vippe på en, ofte, akrobatisk måde. Udspring kan dyrkes i en svømmeklub, men alle steder hvor der er en vippe, klippe eller platform over vand kan der foretages udspring. I Danmark foregår det meste udspring indendørs i en svømmehal, men enkelte udendørs bassiner har også vipper eller tårne, fra hvilke udspring kan udføres.
Udspring hører i Danmark under Dansk Svømmeunion.

## Klassificering af spring
Indenfor udspring bruges et identifikationsssystem til at beskrive de spring som man kan deltage med i konkurrence.
Identifikationen af et spring består af en gruppe, antal af rotationer, samt en position. For specielle spring kan der ligeledes indikeres antal skruer og eventuelt markering af flyvende start.

### Springgrupper
Springet indplaceres først i en gruppe som indikerer udgangposition og rotations retning(er). Grupperne 1-5 bruges både på vippe og tårn, mens gruppe 6 alene anvendes på tårn. 
- Gruppe 1 – front mod bassinet, forlæns rotation
- Gruppe 2 – ryggen mod bassinet, baglæns rotation
- Gruppe 3 – front mod bassinet, baglæns rotation
- Gruppe 4 – ryggen mod bassinet, forlæns rotation
- Gruppe 5 – spring med skrue
- Gruppe 6 – start fra håndstand

### Position
Under gennemførslen af springet indtages en af følgende positioner
- A – Strakt, springeren har strakte knæ og hofter
- B – Hoftebøjet, springeren har strakte knæ, men fuldt sammenbøjet i hoften
- C – Sammenbøjet, springeren har både knæ og hofter fuldt sammenbøjet
- D – Fri, springeren vælger frit sin position

Positionen kan også være med flyvende start, hvilket vil sige at den egentlige position først indtages ca. halvvejs igennem springet. Dette indikeres med cifferet 1 efter springgruppen, modsat det normale 0.

### Rotationer
For henholdsvis saltoer og skruer angives antallet af halve omdrejninger om rotations akslen.
En hel skrue bliver således til 2, mens to en halv salto udtrykkes med 5.

### Springnummer
Springnummeret sammenstilles af ovenstående komponenter, som et 3 eller 4 ciffret nummer efterfulgt af et bogstav.
- For grupperne 1 til 4 sammenstilles nummeret:

Gruppenummer + Flyvende position + Antal salto rotationer + Position
- For gruppe 5 sammenstilles nummeret:

Gruppenummer 5 + Gruppenummer for rotation + Antal salto rotationer + Antal skruer + Position
- For gruppe 6 uden skrue sammenstilles nummeret:

Gruppenummer 6 + Gruppenummer for rotation + Antal salto rotationer + Position
- For gruppe 6 med skrue sammenstilles nummeret:

Gruppenummer 6 + Gruppenummer for rotation + Antal salto rotationer + Antal skruer + Position

#### Eksempler
- 101A – Forlæns hovedspring strakt
- 203C – Baglæns halvanden salto sammenbøjet
- 305C – To og en halv molberg sammenbøjet
- 113B – Forlæns flyvende halvanden salto hoftebøjet

### Sværhedsgrad
For ethvert spring udregnes en sværhedsgrad. Sværhedsgraden bruges i forbindelse med udregningen af et springs karakter. Den karakter som gives af dommerne ganges med sværhedsgraden for at give den endelige karakter.
Indtil midten af 1990'erne var sværhedsgraden fastsat af FINA, men dette er nu ændret til en formel, hvormed man kan udregne sværhedsgraden for ethvert spring.

## Udspring som konkurrencesport
Til stævne konkurreres der fra enten vippe eller tårn. Vipperne er henholdsvis 1 eller 3 m over vandets overflade, mens tårnene er 5, 7½ eller 10 m over vandoverfladen. Konkurrencerne er inddelt i køn og typisk også aldersklasser.
Der konkurreres også i synkront udspring. I denne disciplin springer to udspringere samtidig fra hver sin vippe, og alle bevægelser skal koordineres således at de sker synkront.
Point gives for hvert spring, og afhængig af hvilken gruppe man er i, har man en serie af spring.
Disse spring er inddelt efter sværhedsgrader som der gives point ved uførelse af springet. Der gives hele og halve point fra 0 til 10. Eksempelvis kan et spring have en sværhedsgrad på 2.0 og til konkurrence laves springet og der gives point af dommere som følgende: 5, 4, 6.5
Disse point ligges sammen, altså; 15.5 point i alt, og ganges med springets sværhedsgrad: 15.5 x 2.0 = 30 point.
Jo højere sværhedsgrad man har, altså en sværer serie og højere point man får desto større chance har man for at vinde.

## Aktive klubber
I Danmark er der i øjeblikket 16 klubber der har udspring på programmet. De seneste år har følgende 7 deltaget ved mesterskaber:
- Lyngby Udsprings Klub af 2002
- Farum Familie Svøm
- AGF Udspring
- Frem Odense
- Hovedstadens Svømmeklub
- JGI Swim
- Greve Udspringsklub

## Danske mesterskaber
Der afholdes årligt danmarksmesterskaber i regi af Dansk Svømmeunion. Mestrene fra de seneste år ses herunder:[kilde mangler]

### Mænd
| År   | 1 m                                | 3 m                                | Tårn                               |
| ---- | ---------------------------------- | ---------------------------------- | ---------------------------------- |
| 2006 | Joen Bernhagen, Lyngby             | Joen Bernhagen, Lyngby             | Morten Lind, Lyngby                |
| 2007 | Morten Lind, Lyngby                | Morten Lind, Lyngby                | Johan Juel-Berg, Lyngby            |
| 2008 | Johan Juel-Berg, Lyngby            | Johan Juel-Berg, Lyngby            | Jimmi Andersen, AGF                |
| 2009 | Daniel Klein, Lyngby               | Daniel Klein, Lyngby               | -                                  |
| 2010 | Daniel Klein, Lyngby               | Daniel Klein, Lyngby               | Rasmus Olsen, Lyngby               |
| 2011 | Daniel Klein, Lyngby               | Daniel Klein, Lyngby               | Gustav Friislund Sundgaard, Lyngby |
| 2012 | Gustav Friislund Sundgaard, Lyngby | Gustav Friislund Sundgaard, Lyngby | Gustav Friislund Sundgaard, Lyngby |
| 2013 | Daniel Klein, Lyngby               | Daniel Klein, Lyngby               | Martin Bang Christensen, AGF       |
| 2014 | Andreas Sargent Larsen, Lyngby     | Andreas Sargent Larsen, Lyngby     | Martin Bang Christensen, AGF       |
| 2015 | Andreas Sargent Larsen, Lyngby     | Andreas Sargent Larsen, Lyngby     | Andreas Sargent Larsen, Lyngby     |
| 2016 | Andreas Sargent Larsen, Lyngby     | Andreas Sargent Larsen, Lyngby     | Martin Bang Christensen, AGF       |
| 2017 | Martin Bang Christensen, AGF       | Martin Bang Christensen, AGF       | Martin Bang Christensen, AGF       |
| 2018 | Jonas Madsen, Frem Odense          | Jonas Madsen, Frem Odense          | August Grau, Lyngby                |

### Kvinder
| År   | 1 m                                    | 3 m                                    | Tårn                                   |
| ---- | -------------------------------------- | -------------------------------------- | -------------------------------------- |
| 2006 | Signe Ellegaard Andreasen, Frem Odense | Signe Ellegaard Andreasen, Frem Odense | -                                      |
| 2007 | Signe Ellegaard Andreasen, Frem Odense | Signe Ellegaard Andreasen, Frem Odense | Signe Ellegaard Andreasen, Frem Odense |
| 2008 | Tenna Frydenberg, AGF                  | Tenna Frydenberg, AGF                  | Tenna Frydenberg, AGF                  |
| 2009 | -                                      | -                                      | -                                      |
| 2010 | Sara Falkenberg, Lyngby                | Sara Falkenberg, Lyngby                | -                                      |
| 2011 | Caroline Pedersen, Odense              | Caroline Pedersen, Odense              | Caroline Pedersen, Odense              |
| 2012 | Sara Falkenberg, Lyngby                | Sara Falkenberg, Lyngby                | -                                      |
| 2013 | Victoria Hedegaard, Lyngby             | Kimmie Frydenberg, AGF                 | Sara Falkenberg, Lyngby                |
| 2014 | Laura Valore, Lyngby                   | Laura Valore, Lyngby                   | Caroline Pedersen, Odense              |
| 2015 | Maja Houlby Jartved, Lyngby            | Maja Houlby Jartved, Lyngby            | Laura Valore, Lyngby                   |
| 2016 | Laura Valore, Lyngby                   | Laura Valore, Lyngby                   | Rebecca Koerner, Lyngby                |
| 2017 | Cecilie Vorm, Farum                    | Rebecca Koerner, Lyngby                | Rebecca Koerner, Lyngby                |
| 2018 | Laura Valore, HSK                      | Laura Valore, HSK                      | Rebecca Koerner, Lyngby                |

## Ekstern henvisning
- Udspring - Dansk Svømmeunion

| Sport | Spire Denne artikel om sport er en spire som bør udbygges. Du er velkommen til at hjælpe Wikipedia ved at udvide den. |